# Assassinat de Jo Cox
L'assassinat de Jo Cox, députée travailliste à la Chambre des communes du Royaume-Uni, est un fait survenu le 16 juin 2016 à Birstall, au Royaume-Uni, une semaine avant le référendum sur l'appartenance du Royaume-Uni à l'Union européenne.
Jo Cox est victime de plusieurs coups de feu et est poignardée à mort par Thomas Alexander Mair, un Britannique de 52 ans, sympathisant de l'idéologie d'extrême droite.

## Contexte
Jo Cox, 41 ans, est au moment des faits députée travailliste à la Chambre des communes du Royaume-Uni depuis un an, après une carrière au sein de l'ONG Oxfam. Son expérience humanitaire est un pilier de sa ligne politique et se traduit notamment par des prises de position pour la résolution du conflit syrien et le déploiement d'une aide humanitaire britannique. Elle se positionne pour le maintien du Royaume-Uni dans l'Union européenne, en prévision du référendum prévu le 23 juin 2016 et dénonce en particulier le mouvement d'extrême droite Britain First, qu'elle qualifie de raciste et fasciste.
Elle est mariée à Brendan Cox, conseiller de l'ancien premier ministre Gordon Brown, et mère de deux enfants, âgés de 3 et 5 ans lors de son assassinat.
Le début de l'année 2016 est marqué par d'intenses débats politiques concernant l'appartenance du Royaume-Uni à l'Union européenne, la population britannique étant appeler à se prononcer sur le sujet lors d'un référendum le 23 juin. Jo Cox est élue dans la circonscription de Batley and Spen, dans le Yorkshire de l’Ouest, une région marquée par l'extrême-droite.

## Déroulement
Le jeudi 16 juin 2016, Jo Cox se rend à Birstall, petite ville du Yorkshire de l'Ouest, proche de Leeds, pour y tenir une série de rencontres avec des électeurs de sa circonscription, en compagnie de ses assistantes, Sandra Major et Fazila Aswat. Peu avant 13 h, heure locale, devant la bibliothèque où doivent se tenir ces rendez-vous, elle croise le chemin de Thomas Alexander Mair, un britannique de 52 ans résidant à Birstall. Alors que la députée sort de sa voiture, Mair brandit un fusil à canon scié et ouvre le feu sur Cox . Grièvement touchée, elle git au sol tandis que Mair se saisit d'un couteau caché dans son sac et la poignarde à une quinzaine de reprises. Le meurtrier menace alors Major et Aswat avec son arme quand, Cox, encore consciente, leur crie de se mettre à l’abri. Il se retourne alors vers sa première cible et la poignarde de nouveau avant de l'achever à bout portant,. D'après Aswat, Mair s'écrie alors « c'est pour le Royaume-Uni, le Royaume-Uni passera toujours avant tout » (« Britain will always come first », souvent interprété comme une référence au mouvement Britain First),. Témoin de la scène alors qu'il attend sa femme devant la bibliothèque, Bernard Carter-Kenny, un mineur retraité de 77 ans tente de porter secours à Cox mais est également poignardé à l'estomac. Grièvement blessé, il survit à cette attaque et reçoit pour ce fait la médaille de George, décernée pour action héroïque.
Mair est interpellé quelques minutes après l'attaque, en possession d'un sac contenant le fusil à canon scié et deux couteaux. Lors de son arrestation, il déclare aux policiers être un « activiste politique ».
Les secours dépêchés sur place constatent que Cox est dans un état très grave, mais entament tout de même une procédure de réanimation. Malgré leurs efforts, elle est déclarée morte à 13 h 48, heure locale, dans l'ambulance la transportant à l’hôpital.

## Meurtrier
Thomas Alexander Mair, un Britannique originaire de Kilmarnock en Écosse, est alors âgé de 52 ans au moment des faits. Chômeur vivant de petits boulots de jardinage, il réside à Birstall depuis une quarantaine d'années, d'abord avec sa grand-mère puis seul après son décès.
Il fréquente régulièrement la bibliothèque municipale, devant laquelle il assassine Cox. L'analyse de l'historique des pages internet qu'il y consulte révèle des recherches consacrées aux Nazis, au Ku Klux Klan, ainsi qu'aux munitions de .22 Long Rifle, utilisées lors de l'attaque,.
À son domicile, des ouvrages relayant des thèses d'extrême droite et dédiés à l'Allemagne nazie sont retrouvées dans une bibliothèque ornée d'un aigle doré et d'une croix gammée. On y retrouve également une compilation d'articles dédiée au terroriste néonazi Anders Breivik. Dans certaines de ses correspondances au magazine pro-apartheid sud-africain S.A. Patriot, il condamne les « collaborateurs blancs dans la population sud-africaine » qui s'opposent à l'apartheid et affirme sa foi dans la « domination de la race blanche en Afrique du Sud et en Grande-Bretagne » qui passera par « un long et très sanglant combat ». L'enquête menée à son encontre le décrit comme l’archétype du loup solitaire.
Son frère, Scott, affirme que Thomas avait des antécédents de maladie mentale, notamment un trouble obsessionnel compulsif lié à l'hygiène et au rangement, dont il avait fait état lors d'une interview à un journal local en 2011. Cependant, une analyse psychiatrique réalisée après son arrestation conclut qu'il s'agit d'un individu sain, étant passé à l'acte sans altération du discernement.

## Suites

### Réactions
L'assassinat de Jo Cox est un choc dans un pays où le dernier député tué en exercice remonte à 1990, lors du conflit nord-irlandais. Ian Gow avait alors été victime d'un attentat à la voiture piégée devant son domicile. En réaction à cette attaque, la campagne entourant le référendum sur l'appartenance du Royaume-Uni à l'Union européenne est suspendue d'un commun accord entre les supporters des deux camps à une semaine du vote.
Le premier ministre David Cameron déplore la perte d'une « grande étoile », tandis que Jeremy Corbyn, chef du Parti travailliste auquel appartenait Cox, promet de « travailler en sa mémoire pour créer le monde meilleur qu'elle a passé sa vie à essayer de construire ». George Osborn, alors Premier secrétaire d'État et chancelier de l'Échiquier déclare que « la campagne a été suspendue, de chaque côté, par respect pour Jo et sa famille, et pour la démocratie qu'elle servait. », tandis qu'Ed Miliband, ancien chef du Parti travailliste affirme « avoir le cœur brisé ».
À l’étranger, les réactions sont également nombreuses. La chancelière allemande Angela Merkel regrette un « incident terrible » mais refuse cependant de « faire le lien entre cette attaque et le vote sur le maintien du Royaume-Uni dans l'Union Européenne ». Le premier ministre français Manuel Valls prétend, quant à lui, que « à travers elle, notre idéal démocratique a été visé ». Le président américain Barack Obama a également publiquement adressé ses condoléances à la famille de Cox, affirmant que « avec notre aide, puissent ses enfants bâtir un monde plus tolérant, juste et pacifique, qui rendrait leur mère fière ».

### Procès
Lors d'une première présentation au tribunal en juin 2016, alors qu'on lui demande de décliner son identité, Mair répond : « mon nom est mort aux traitres, liberté pour le Royaume-Uni ». En novembre 2016, à la suite d'un procès de sept jours, il est reconnu coupable du meurtre de Cox et est condamné à la prison à vie après avoir été déclaré responsable de ses actes par un psychiatre. Au cours du procès, Mair ne fournit aucune explication pour justifier son crime et refuse de répondre quand on lui demande s'il reconnait ou nie son implication dans la mort de Cox,.

### Dons
À la suite du meurtre de Cox, un financement participatif est lancé afin de recueillir des fonds pour trois causes choisies par son mari Brendan Cox, au regard de ses engagements humanitaires : le Women’s Royal Voluntary Service, le HOPE not Hate (en) et les casques blancs syriens. Le fond atteint 1,95 million de Livre. En juin 2016, l'ONG Oxfam, ancien employeur de Cox, annonce la sortie d'un enregistrement des performances live du festival Glastonbury, Stand as One – Live at Glastonbury 2016 (en), dont les fonds serviront à l'aide aux réfugiés.
La fondation Jo Cox est créée pour « défendre le multiculturalisme britannique et participer à l’entrée des femmes en politique ».

### Conséquences politiques
L'année suivant le meurtre de Jo Cox, les dépenses de protection des députés britanniques augmentent de 1 495 %. Plusieurs députées reçoivent des menaces de mort, et la travailliste Rosie Cooper échappe à une tentative d'assassinat par un membre du parti Britain First, inspiré par celui de Jo Cox. La députée conservatrice Anna Soubry décide de quitter la politique à la suite de menaces lui prédisant qu'elle serait la prochaine après Cox à être tuée.
La petite sœur de Jo Cox, Kim Leadbeater, est élue le 2 juillet 2021 à la suite de la démission de Tracy Brabin dans la même circonscription de Batley and Spen.

## Analyse
L'assassinat de Jo Cox est qualifié par Youpress de féminicide politique : l'assassin est mû par une idéologie d'extrême droite misogyne, et l'acharnement envers le corps de la députée (très nombreux coups de couteau et trois balles à bout portant) est, pour la journaliste Anne-Laure Pineau, caractéristique d'un meurtre genré. Toutefois, cet aspect du meurtre n'a pas été retenu lors du procès, car dans la loi britannique, le genre n'est pas un élément des crimes de haine.